# Hohenroda
Hohenroda település Németországban, Hessen tartományban. Lakosainak száma 3113 fő (2023. december 31.). Hohenroda Philippsthal (Werra) és Friedewald (Hessen) községekkel határos.

## Fekvése
Bad Salzungentől nyugatra fekvő település.

## Népesség
A település népességének változása:
| Lakosok száma | 3089 | 3084 | 3084 | 3099 | 3113 |
|               | 2017 | 2019 | 2021 | 2022 | 2023 |